# Porfiry (Predniuk)
Porfiry, imię świeckie Oleg Predniuk (ur. 25 marca 1970 w Kobryniu) – białoruski biskup prawosławny.

## Życiorys
W 1994 ukończył studia na wydziale elektroniczno-mechanicznym Brzeskiego Instytutu Politechnicznego, uzyskując stopień inżyniera mechanika. Od 1994 był związany z parafią w Buchowiczach, gdzie był lektorem i sługą cerkiewnym. W 1998 rozpoczął naukę w seminarium duchownym w Mińsku, które ukończył w 2002. W tym samym roku wstąpił do monasteru Zaśnięcia Matki Bożej w Żyrowiczach. 27 marca 2004 biskup nowogródzki Guriasz udzielił mu postrzyżyn mniszych w riasofor, nadając mu imię zakonne Onezym na cześć świętego mnicha Onezyma Pieczerskiego. Ten sam hierarcha przyjął od niego wieczyste śluby mnisze 21 kwietnia 2005, zmieniając jego imię zakonne na Porfiry na cześć świętego kapłana męczennika Porfirego Rubanowicza. W monasterze w Żyrowiczach pełnił obowiązki sadownika.
Święcenia diakońskie przyjął 4 maja 2005 z rąk metropolity mińskiego i słuckiego Filareta, zaś na hieromnicha wyświęcił go 3 grudnia 2006 biskup nowogródzki Guriasz. Rok później hieromnich Porfiry podjął studia na Mińskiej Akademii Duchownej, które ukończył w 2010, broniąc dysertację kandydackiej poświęconej sakramentowi pokuty i pojednania. Od 2009 był w monasterze pomocnikiem ekonoma, a następnie ekonomem. W 2012 objął obowiązki dziekana klasztoru. Od roku następnego wykładał w mińskim seminarium duchownym oraz Mińskiej Akademii Duchownej, od 2014 będąc również pomocnikiem spowiednika ich słuchaczy i kadry naukowej.
W 2014 został przewodniczącym synodalnego wydziału ds. monasterów przy Egzarchacie Białoruskim oraz zastępcą namiestnika monasteru w Żyrowiczach. 25 grudnia tego samego roku Święty Synod Rosyjskiego Kościoła Prawosławnego nominował go na ordynariusza nowo utworzonej eparchii lidzkiej. W związku z tym 28 grudnia 2014 otrzymał godność archimandryty. Jego chirotonia biskupia odbyła się 5 kwietnia 2015 w soborze Chrystusa Zbawiciela w Moskwie pod przewodnictwem patriarchy moskiewskiego i całej Rusi Cyryla.